# Polysiphonia pernacola
Espèce
Polysiphonia pernacola est une espèce d’algues rouges de la famille des Rhodomelaceae.

## Publication originale
(en) Nancy M. Adams, « The New Zealand species of Polysiphonia Greville (Rhodophyta) », New Zealand Journal of Botany, vol. 29, no 4,‎ octobre 1991, p. 411–427 (ISSN 0028-825X et 1175-8643, DOI 10.1080/0028825X.1991.10415494, lire en ligne, consulté le 11 octobre 2020).